# Xanthorhoe bigeminata
Xanthorhoe bigeminata är en fjärilsart som beskrevs av Hugo Theodor Christoph 1885. Xanthorhoe bigeminata ingår i släktet Xanthorhoe och familjen mätare. Inga underarter finns listade i Catalogue of Life.